# Sergi (nebot de Salomó)
Sergi va ser un oficial militar romà d'Orient que va estar actiu a la Prefectura del pretori d'Àfrica durant el regnat de l'emperador Justinià I (r. 527–565). Fill d'un sacerdot anomenat Bacus, era germà de dos oficials militars (Cir i Salomó) i nebot del famós general Salomó. Quan va ser nomenat governador de Tripolitana, va assassinar 80 dels líders de la tribu amazic dels laguatan, cosa que va intensificar les hostilitats amb les tribus natives.
Va participar a la batalla de Cíl·lium, en la qual va morir el seu oncle, i es convertiria en el praefecti praetorio Africae (prefecte del pretori d'Àfrica). En aquest càrrec, va adoptar una actitud negligent envers els problemes que afrontava la província, fent-se impopular. En assabentar-se de les dificultats a l'Àfrica, Justinià va enviar els funcionaris Areobind i Atanasi a compartir el poder amb Sergi. Això va resultar encara més desastrós, i Sergi va ser cridat a la cort. Un temps més tard, a petició de Belisari, va ser enviat a Itàlia amb un exèrcit.

## Biografia

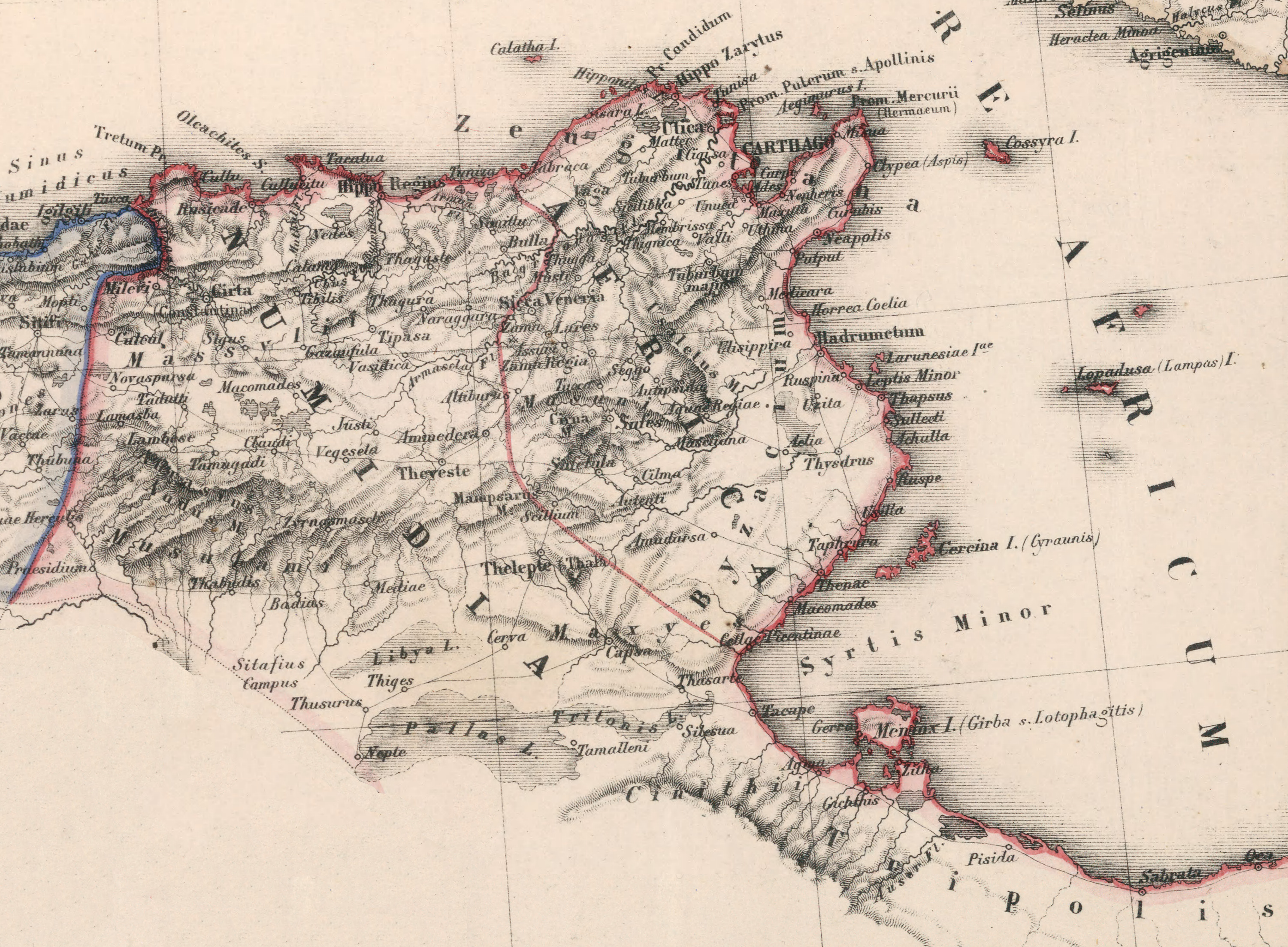
Àfrica romana, amb les províncies de Bizacena, Zeugitània i Numídia

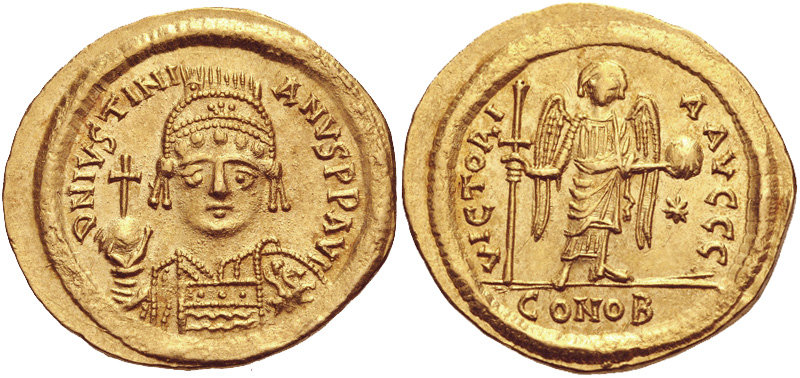
Sòlid de Justinià I (r. 527–565)

Sergi provenia d'una família de Dara, Mesopotàmia. Era el fill mitjà del sacerdot Bacus, germà dels oficials Cir i Salomó, i nebot del famós general Salomó. S'esmenta per primera vegada l'any 543 quan va ser nomenat duc de Tripolitània (dux militis Tripolitanae provinciae) i elevat al rang de vir spectabilis; les fonts indiquen que encara era jove en aquell moment. Va rebre la visita de la tribu amazic dels Laguatan a Leptis Magna, seu de Tripolitana, per demanar el pagament habitual i garanties de pau. Seguint el consell de Pudenci, només va permetre l'entrada a la ciutat de 80 líders tribals, amb la promesa que faria el que li demanessin. Es va oferir un banquet, i en ell, els líders tribals van ser massacrats. Un d'ells, però, va aconseguir escapar i va advertir al seu poble del que havia passat. Es va lliurar una batalla prop de Leptis Magna i els amazics van ser derrotats. Molts d'ells van ser assassinats, les seves dones i nens van ser esclavitzats i els seus campaments saquejats.
El 544, quan la revolta s'estava descontrolant, Sergi va partir cap a Cartago per buscar reforços del seu oncle Salomó. Va acompanyar Salomó i els seus germans Cirus i Salomó en la seva marxa contra el líder tribal Antales. Sergi va acampar amb els altres a Tebessa i presumiblement va participar a la batalla de Cíl·lium, en què els romans van ser derrotats i el seu oncle va morir; segons les fonts, Sergi va deixar morir el seu germà Salomó. Després de la mort del seu oncle, Sergi va ser nomenat governador d'Àfrica per l'emperador Justinià I, i se li van concedir poders civils i militars. Sergi probablement va ser nomenat mestre de soldats (magister militum vacans), un càrrec que va ocupar almenys fins al 559, i prefecte del pretori d'Àfrica (praefecti praetorio Africae), que va conservar fins al 545, quan Atanasi i Areobind van ser enviats a l'Àfrica.
Segons Procopi, el seu nomenament com a prefecte d'Àfrica va ser un desastre, ja que Sergi estava més preocupat per fer ostentació dels seus diners i poder que per gestionar realment la província. A més, segons Procopi, durant el seu mandat, els soldats estaven descontents, entre ells destaca l'oficial Joan. En conseqüència, no es van prendre mesures per aturar l'avanç dels amazics comandats per Antales, ni dels rebels liderats per Estotzes. En una carta a Justinià, Antales va declarar que cessaria les hostilitats si Sergi era destituït i s'enviava un altre general, però l'emperador no va complir amb la petició. Segons el que revelen les fonts, en aquest punt, l'exèrcit africà era tan petit que al pare Pau d'Hadrumet se li van negar 80 homes per recuperar la seva ciutat.
La creixent impopularitat de Sergi a la província, i les incursions rutinàries dels rebels i els amazics, van provocar la fugida de molts a l'estranger. Conscient d'aquesta situació, Justinià va enviar a l'Àfrica el magister militum Areobind, probablement a la primavera del 545, i el prefecte del pretori Atanasi. En comptes de ser rellevat, Sergi va compartir el comandament amb Areobind, mentre que el seu càrrec de prefecte del pretori va ser ocupat per Atanasi. Sergi va rebre l'ordre de tractar amb els amazics de Numídia i Areobind amb els de Bizacena. En assabentar-se que Antales i Estotzes eren a prop d'El Kef (prop de la frontera amb Numídia), Areobind va enviar l'esmentat Joan per ocupar-se'n i va escriure a Sergi sol·licitant reforços. La petició no va ser resposta, cosa que va causar una dura derrota romana que va resultar en la mort de Joan, tot i que va poder matar Estotzes. Després d'aquest revés, Sergi va ser revocat de manera efectiva, i el comandament d'Àfrica va passar completament a Areobind; això va ocórrer dos mesos abans de la revolta de Guntac que acabaria amb la mort d'Areobind.
A la cort imperial de Constantinoble, Sergi va guanyar-se l'apreci de l'emperadriu Teodora (r. 527–548), cosa que el va alliberar de qualsevol acusació de mala gestió d'Àfrica. A més, va ser un dels pretendents de la néta d'Antonina, l'esposa de Belisari. Més tard, probablement a la tardor del 547, va ser enviat juntament amb el príncep ibèric Pacuri amb un exèrcit a Itàlia, en resposta a la crida de Belisari. Les seves activitats a Itàlia no van ser registrades. És esmentat per última vegada el 559, quan era patrici. Aquest any, quan els kutrigurs i els eslaus van envair Tràcia, Sergi va ser capturat com a presoner per Zabergan. Més tard, aquell mateix any, va ser alliberat després del pagament d'un rescat.